# 沧口站
沧口站原是一座位于胶济线上的铁路车站，地处山东省青岛市李沧区沧台路，始建于1901年，2013年停用。使用时为三等站，邮政编码为266041。自2013年12月16日起，沧口站停办一切客运业务；自2013年12月18日起，停办一切货运业务；自2013年12月20日5时起，胶济线拨接至新建青岛北站。车站原址目前为娄山站的货场。